# Мушвиц
Мушвиц (нем. Muschwitz) — бывшая коммуна в Германии, в земле Саксония-Анхальт. Входит в состав города Лютцен района Вайсенфельс в качестве поселения (района).
Население составляет 1089 человек (на 31 декабря 2008 года). Занимает площадь 12,23 км².

## История
Ранее Мушвиц имел статус общины (коммуны). В её состав входили населённые пункты Мушвиц, Зёестен, Торнау, Вушлауб, Гётевиц, Крайшау, Поблес. 
1 января 2010 года община Мушвич вошла в состав города Лютцен.